# 刘嗣孔
刘嗣孔（？—？），陝西绥德州人，清朝政治人物。举人出身。

## 生平
刘嗣孔曾于乾隆元年（1736年）署湖北蒲圻縣（今屬湖北省赤壁市）知縣。乾隆十八年（1753年）接替周克昌任邵武府知府一职，乾隆年间由愈大受接任。